# 6087 Лупо
6087 Лупо (6087 Lupo) — астероїд головного поясу, відкритий 19 березня 1988 року.
Тіссеранів параметр щодо Юпітера — 3,817.